# Victor Browne
Victor George Browne (nascido em 10 de janeiro de 1942) é um ex-ciclista australiano que competiu nos Jogos Olímpicos de Verão de 1964, representando a Austrália na prova de perseguição por equipes.